# Ernst (tegnefilmserie)
Ernst er en dansk tegnefilmserie fra 2000 i 7 afsnit med instruktion og manuskript af Alice de Champfleury. Afsnittene Ernst i svømmehallen og Ernst på skøjter er desuden co-skrevet af Michael W. Horsten.

## Afsnit
Obs! Afsnittene er oplistet i alfabetisk rækkefølge. Angiv gerne afsnitsnumre og første sendedage.
| # | Titel                      | Første sendedag |
| --- | -------------------------- | --------------- |
| | "Ernst i fjeldet"          |                 |
| Ernst og mor er på campingtur oppe i bjergene. Mor går energisk fremad, Ernst sakker lidt bagud, for det er lidt hårdt. Oppe på toppen slår mor teltet op og begynder at lave mad. Ernst ser sig lidt omkring og samler noget brænde langs skovkanten. Han får øje på en stor elg, der kigger på ham, og som hurtigt forsvinder igen. Mor kalder på Ernst, de spiser - men senere følger Ernst elgsporene ind i skoven.                                                                                    |                            |                 |
| | "Ernst i svømmehallen"     |                 |
| Ernst og mor skal i svømmehallen. Mens mor køber billet, kigger Ernst gennem en stor glasrude ind i svømmehallen. Han får øje på en sød pige, og 10 meter vippen. Efter omklædning står Ernst nu i fuld badeuniform, med snorkel og badedyr, klar til at springe i vandet til den søde pige. Men mor hiver ham ned til den anden ende af bassinet hvor han skal lære at svømme. Mens mor vender ryggen til, stikker Ernst over til pigen på det dybe vand, hvor de seje drenge hopper fra 10 meter vippen. |                            |                 |
| | "Ernst i Tivoli"           |                 |
| Ernst og mor er i Tivoli. Ernst vil have en candyfloss, som han køber af en sød lille "Tivoli pige". Mor vil op i Pariserhjulet, men det vil Ernst ikke, så han må sætte sig på en bænk og spise sin candyfloss og vente på mor. Ernst keder sig og får øje på "Tivoli pigen" ved sin bod. Han vil over til hende. Mens mor suser rundt oppe i Pariserhjulet bevæger Ernst sig ind i menneskemylderet hvor han farer vild.                                                                                 |                            |                 |
| | "Ernst og blikkenslageren" |                 |
| Ernst vasker op, og mor synger, mens hun tørrer af. Men pludselig ser de, at røret under vasken er utæt, og der kommer en sø på gulvet. Mor ringer efter blikkenslageren, som kommer og undersøger sagen. Ernst hjælper blikkenslageren med stor interesse, alt imens mor laver kaffe. Mens blikkenslageren tager en kaffepause i mors stue, arbejder Ernst videre med rørene under køkkenvasken. |                            |                 |
| | "Ernst og fodbolden"       |                 |
| Det er morgen, og postbuddet bringer en pakke til Ernst. En splinterny fodbold. Mor tager Ernst med ned for at spille fodbold. I gården er der en flok drenge, som også spiller bold. Drengene vil gerne spille med Ernst og hans nye fodbold, men drengene løber for stærkt - Ernst kan ikke følge med. |                            |                 |
| | "Ernst på skøjter"         |                 |
| Det er vinter, Ernst og mor skal i parken og stå på skøjter på den frosne sø. Ernst ser en sød lille skøjteprinsesse suse rundt på isen. Mor kalder, Ernst tager sit første skridt på isen, men kan ikke bremse og falder pladask foran et afspærret område, hvor isen er tynd. Ernst kommer op igen, skøjteprinsessen suser forbi ham, og Ernst følger efter hende så godt han kan. |                            |                 |
| | "Ernst på togrejse"        |                 |
| Ernst og mor skal med toget ud af byen på en lille ferie. Inde i toget finder mor deres pladser, og Ernst går ud på gangen og kigger ud ad vinduet. Toget standser ved en station, og på perronen får Ernst øje på en vaffelbod. Han løber tilbage til sin kupé - men mor er væk. Ernst ser pludselig mor på perronen. Ernst stiger af toget for at finde sin mor. |                            |                 |